# فیستا سن آنتونیو

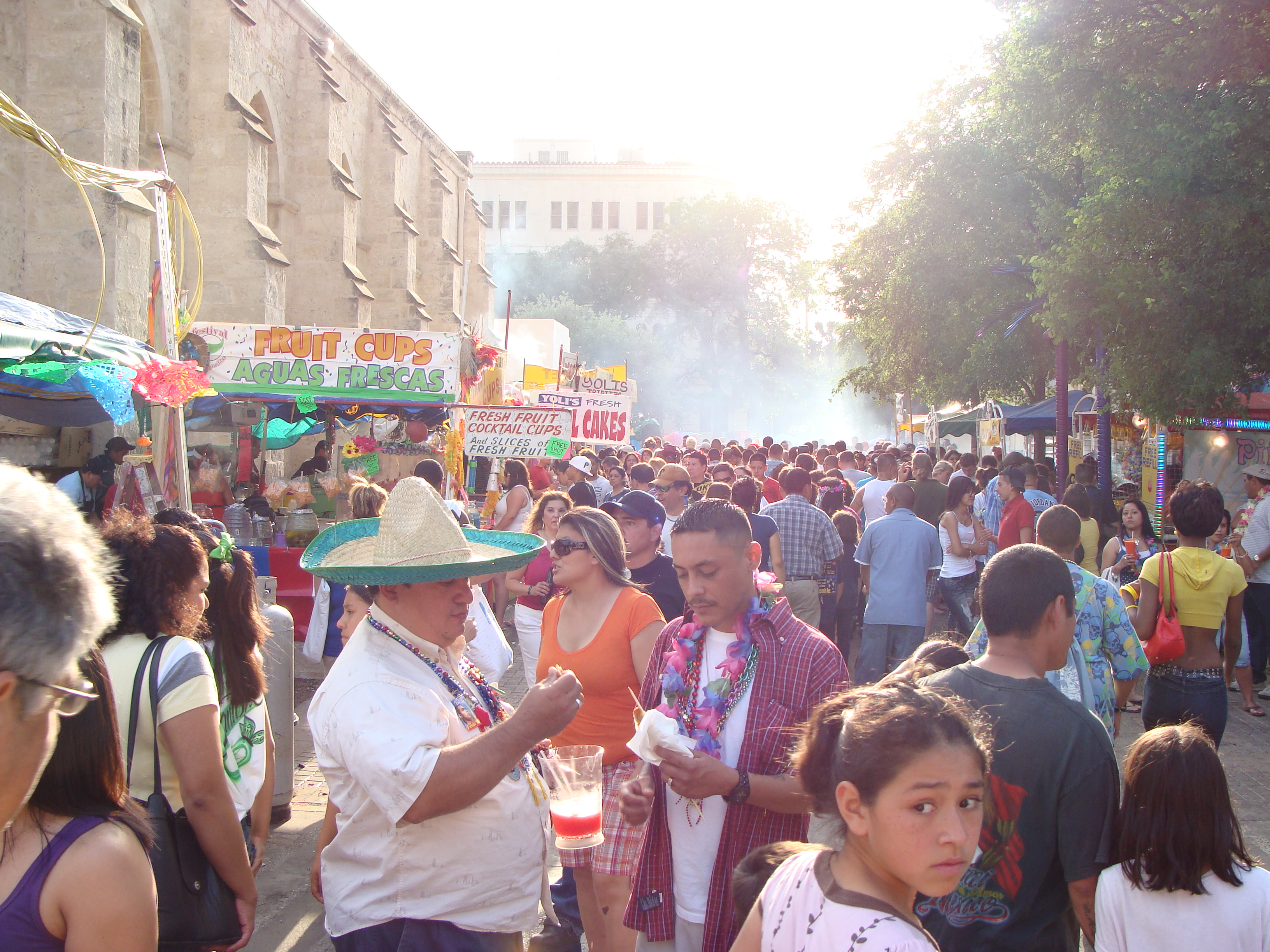

فیستا سن آنتونیو (به اسپانیایی: Fiesta San Antonio) نام یک جشن سالیانهٔ یازده روزه است که هر ساله در سن آنتونیو در تگزاس برگزار می‌گردد.
فیستا سن آنتونیو از اواسط سده ۱۸۰۰ تا به کنون برگزار شده و سالیانه ۳٫۵ میلیون میهمان از این طریق ۲۸۴ میلیون دلار درآمد نصیب اقتصاد شهر می‌کنند.
در این جشن، مراسم فراوانی از رقص و آواز، فستیوالها، مسابقات، نمایش‌ها، و رژه‌ها در اقصی نقاط شهر برگزار می‌گردد.

## نگارخانه

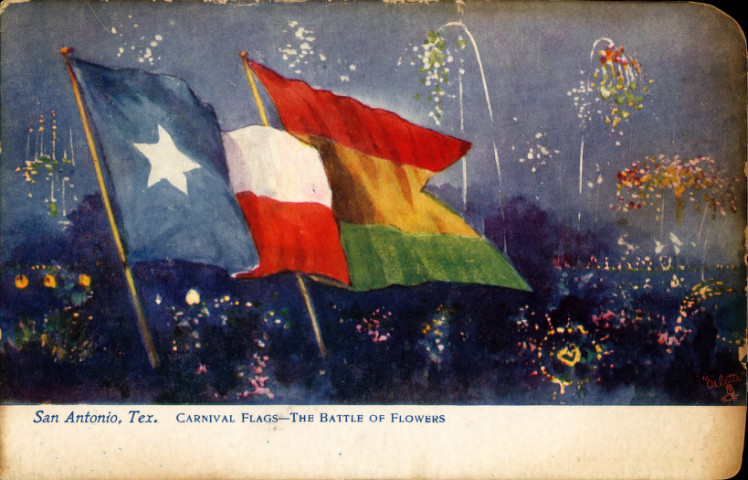
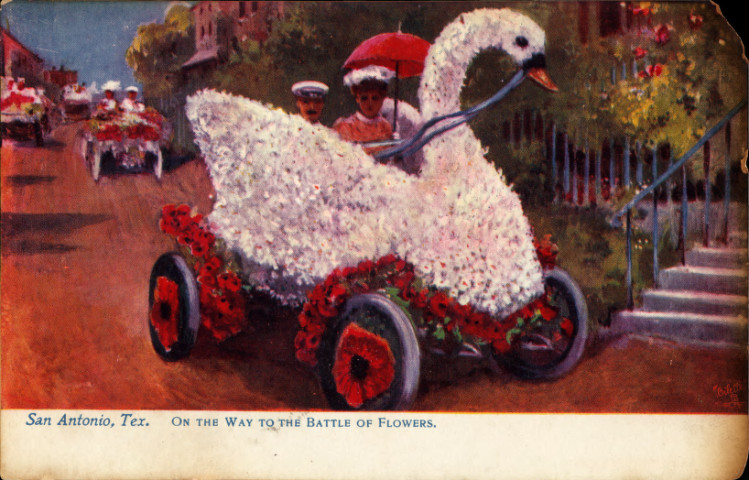
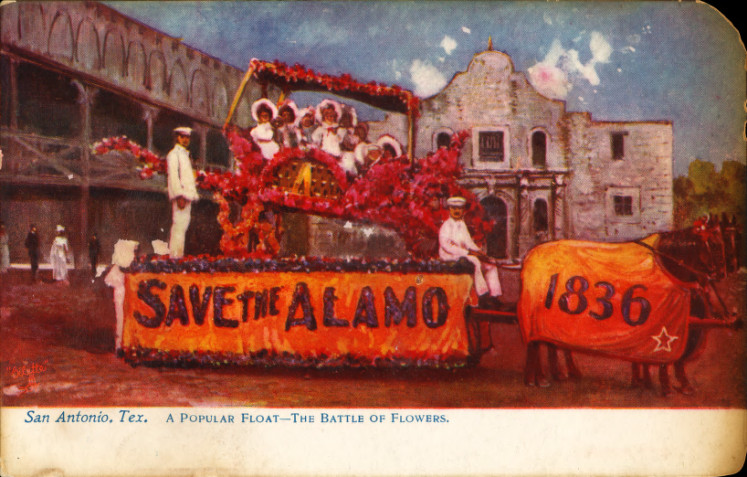